# Rezervația naturală Ostianova

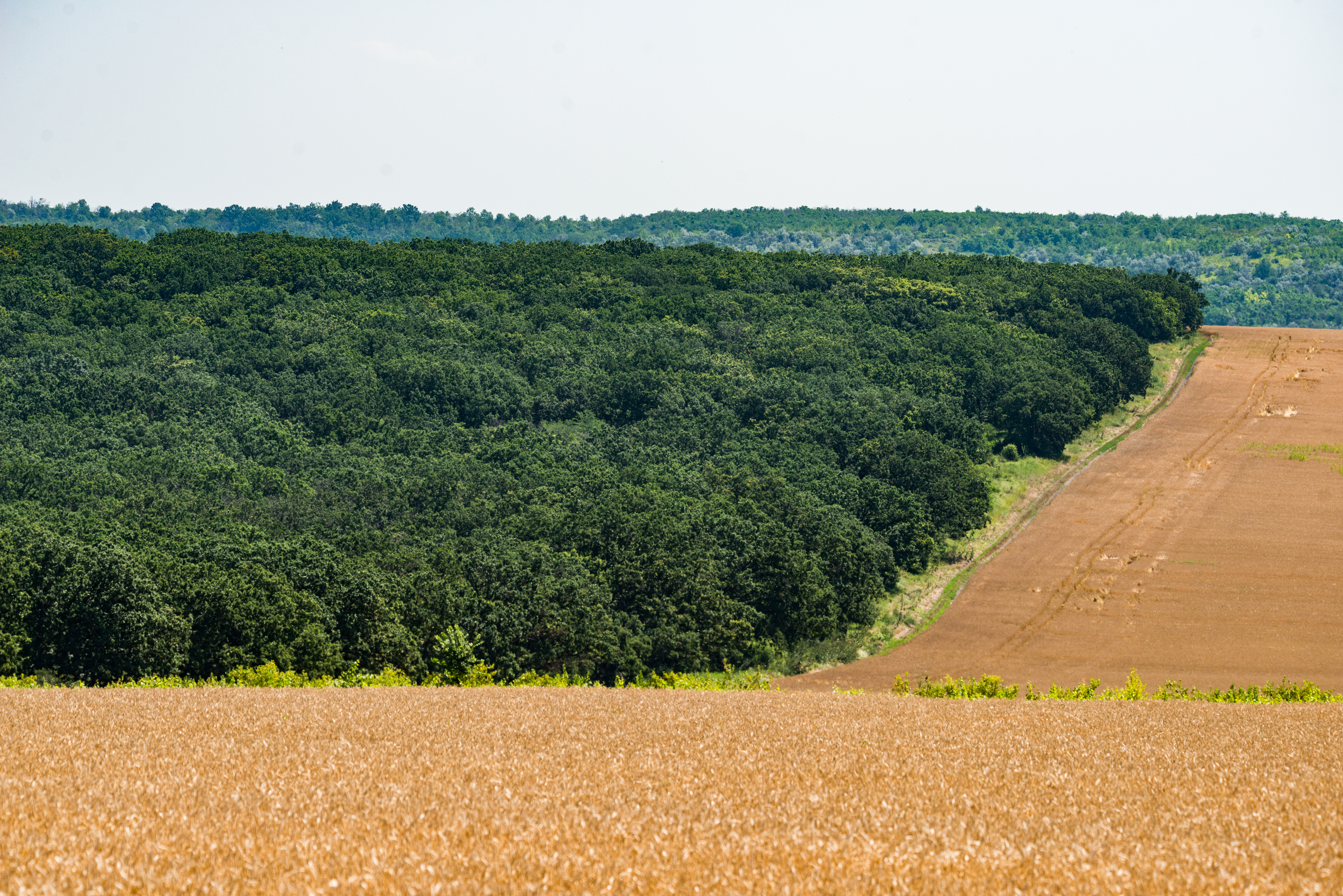
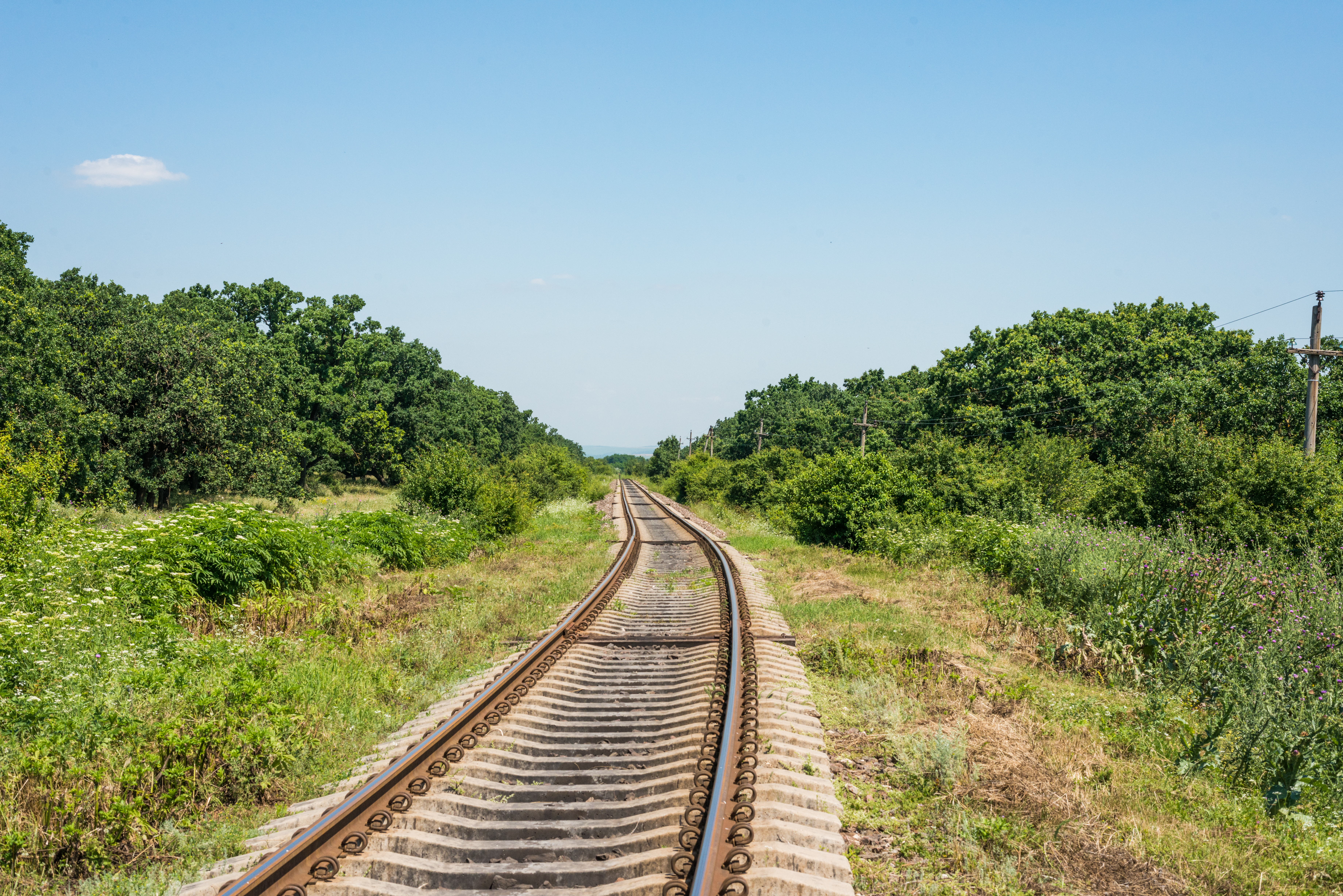
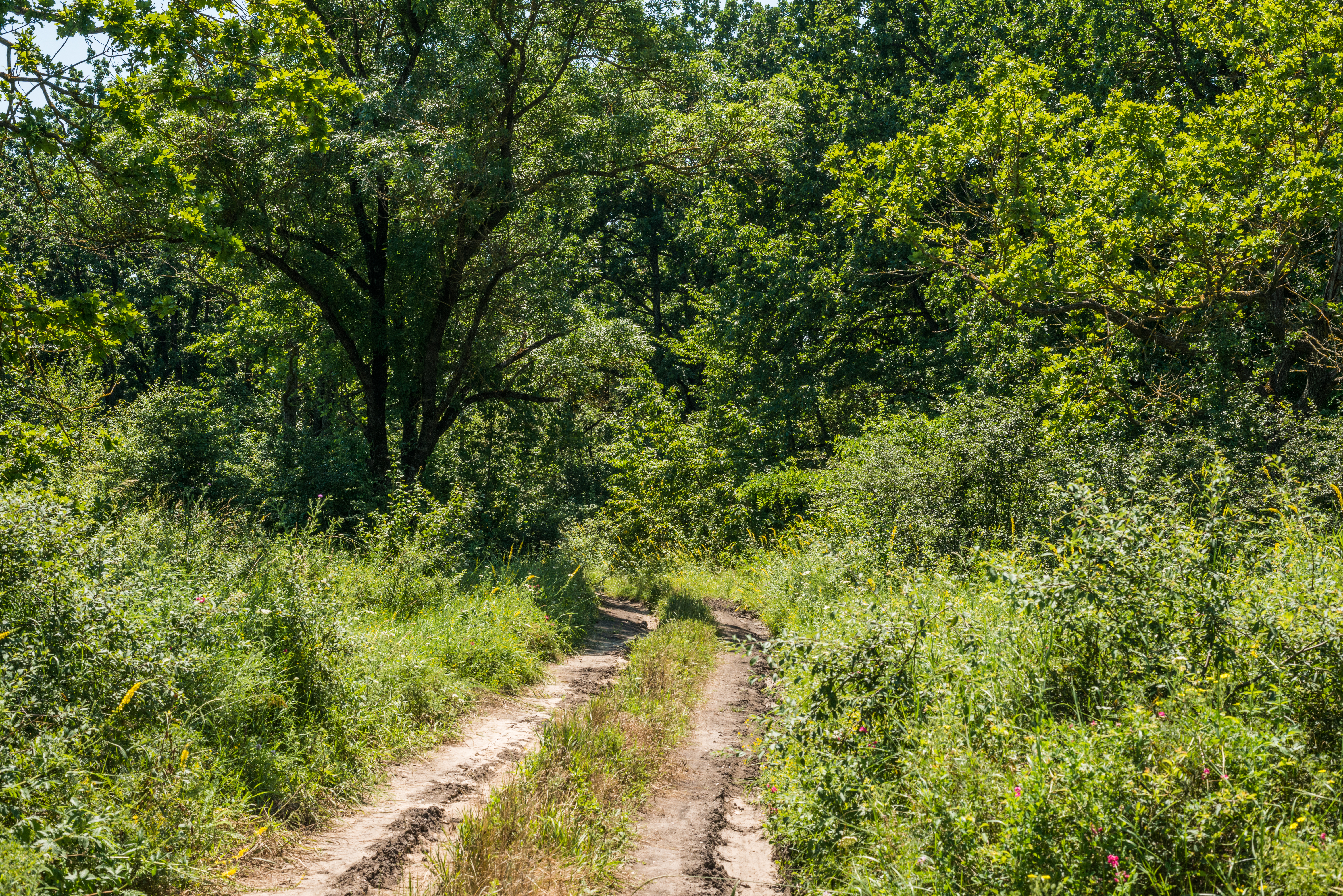
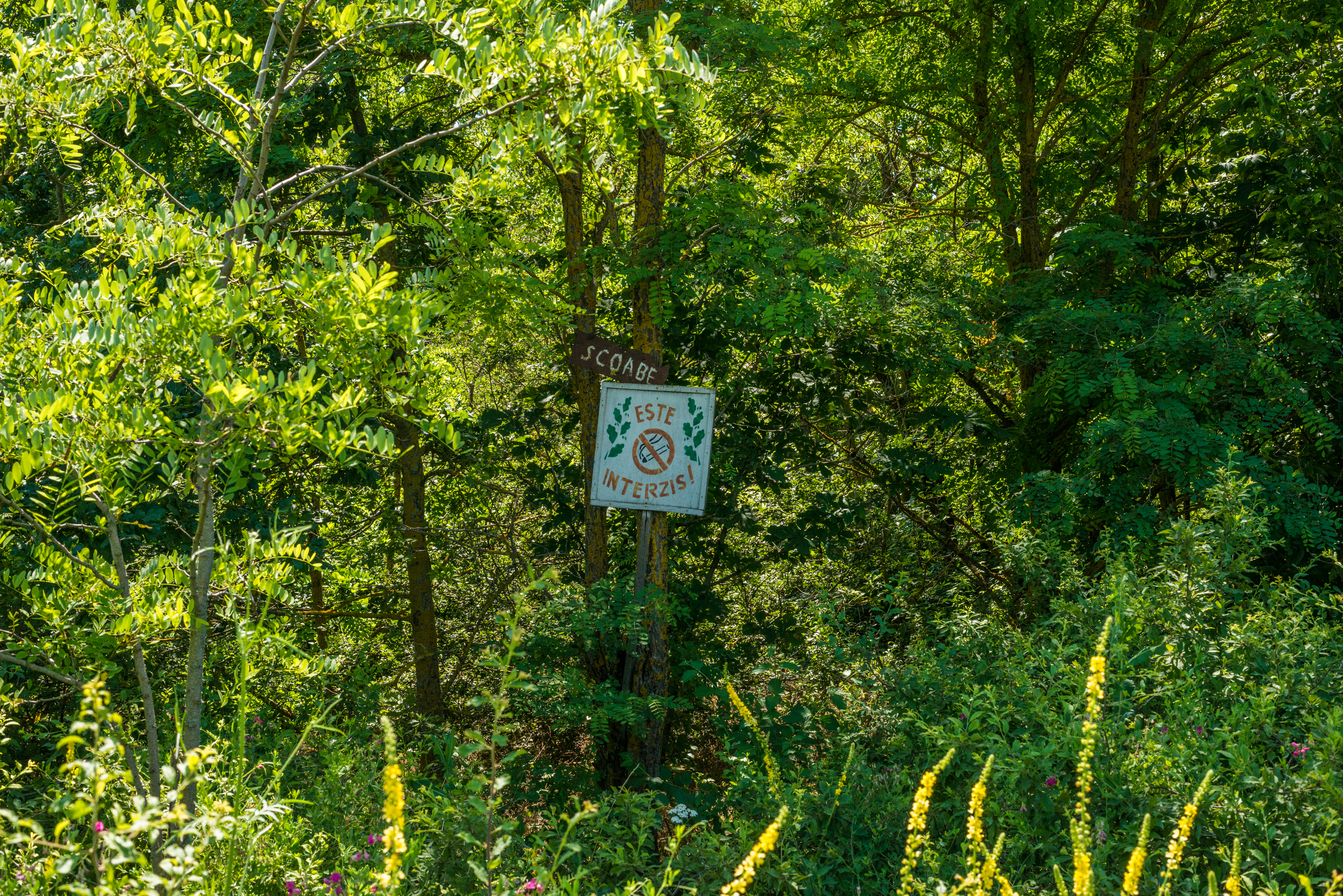
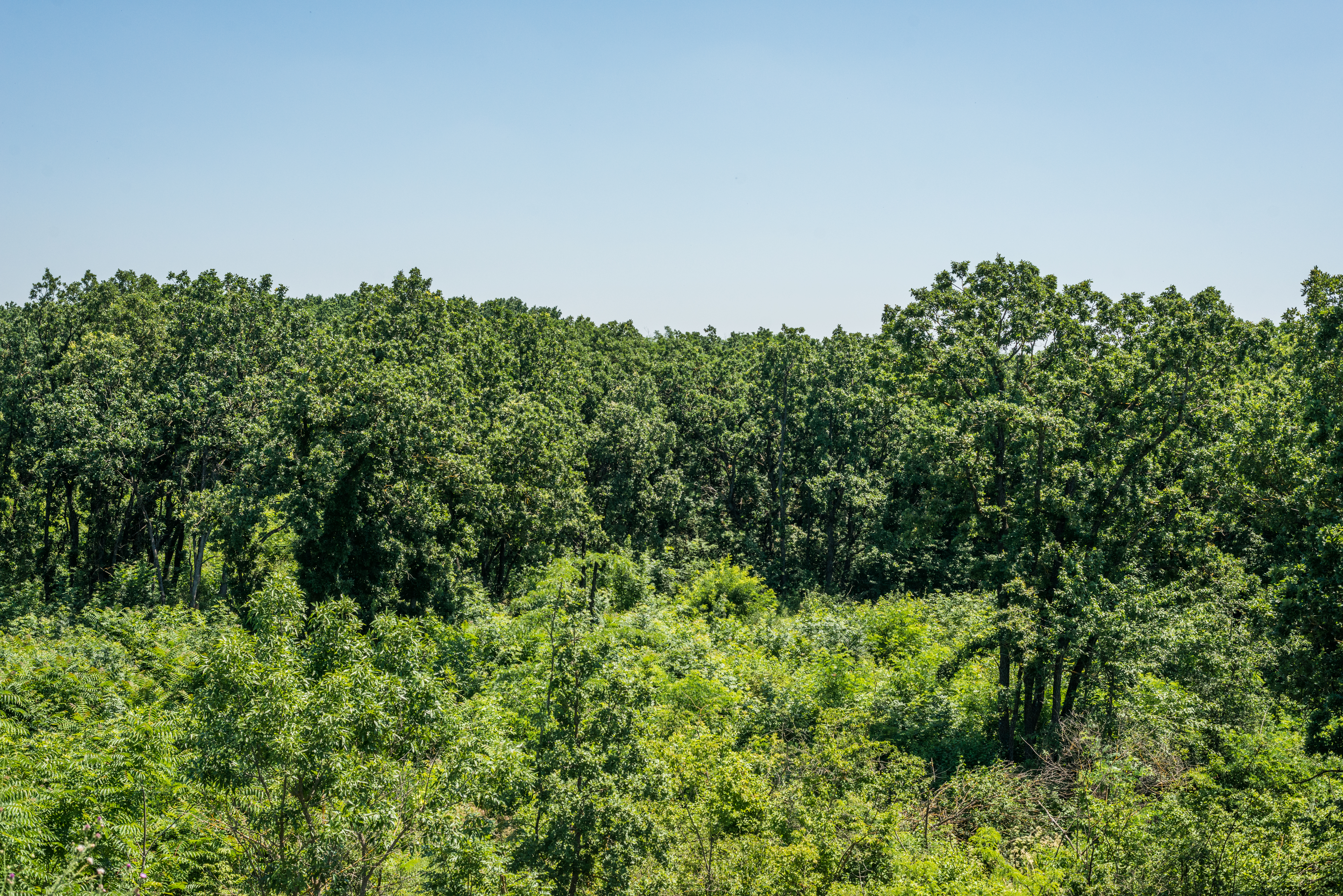
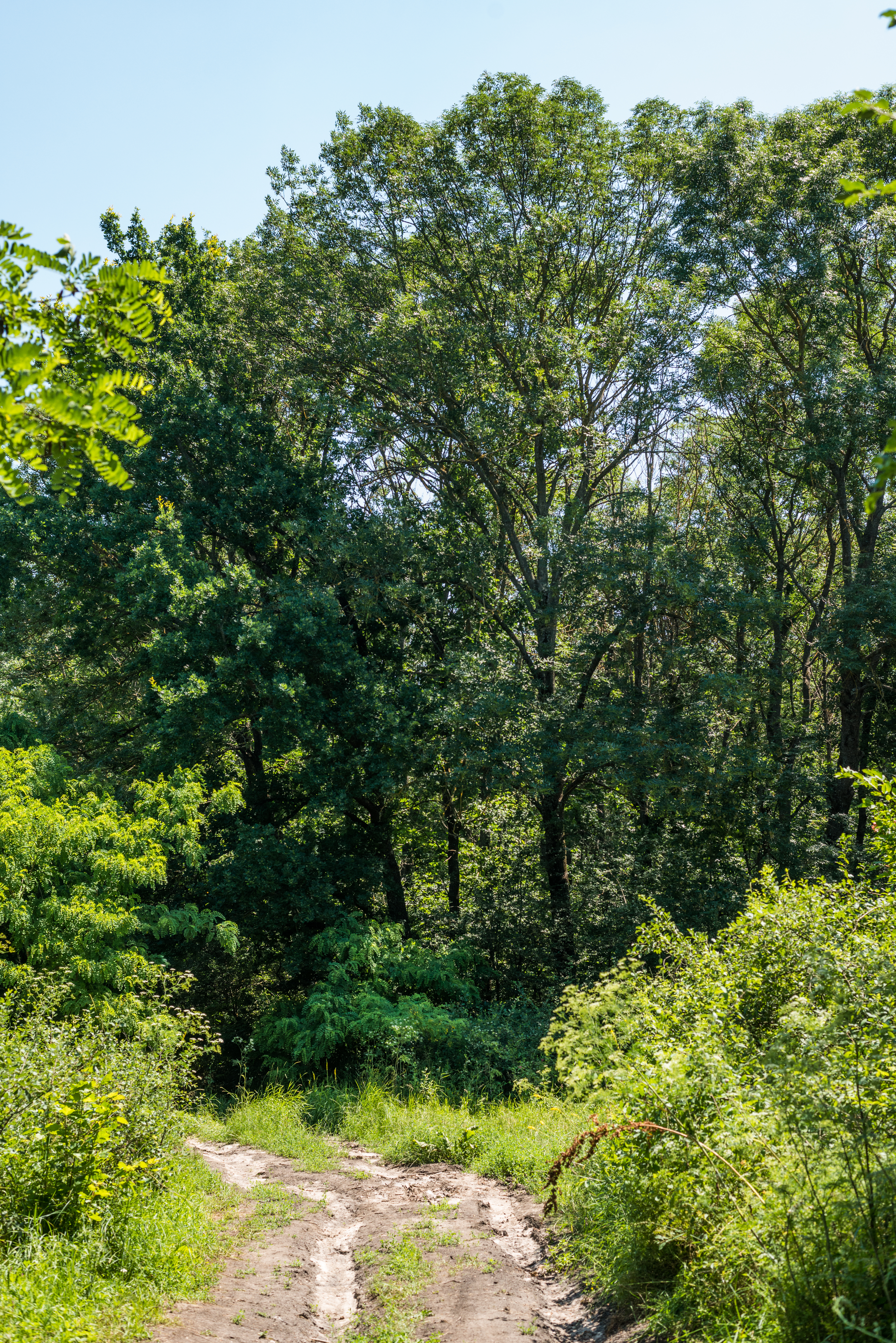
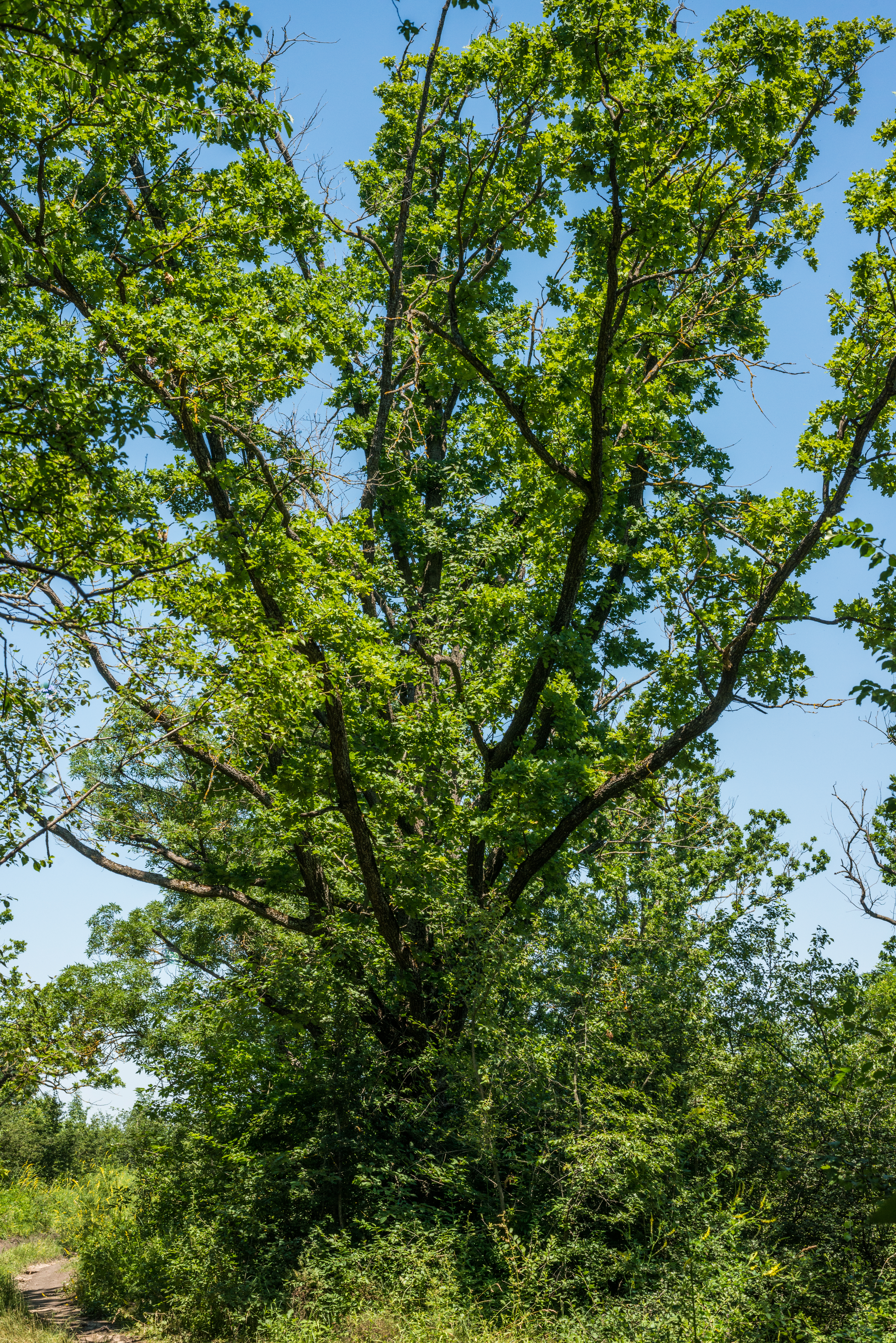
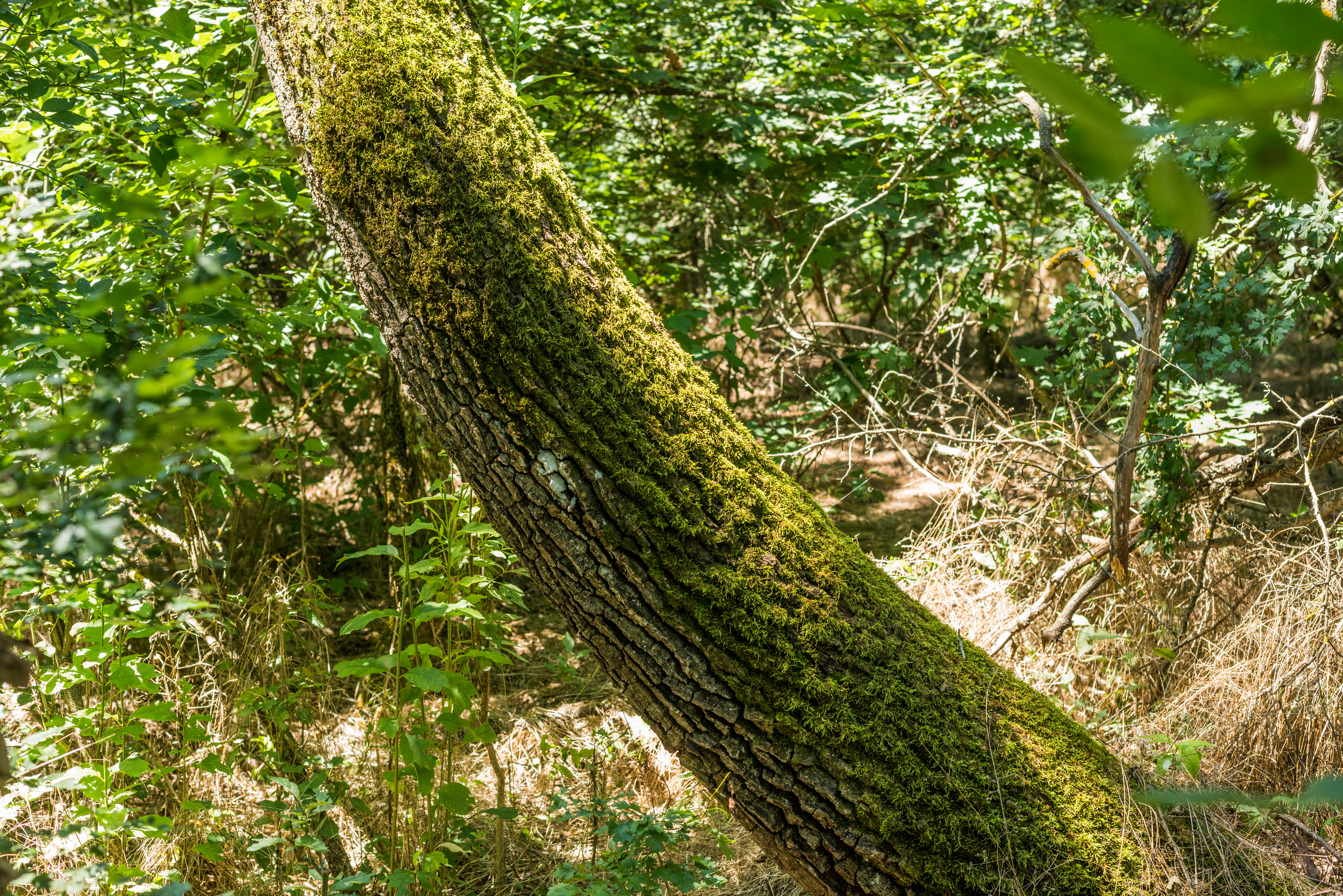

Ostianova este o rezervație naturală silvică în raionul Leova, Republica Moldova. Este amplasată în ocolul silvic Hîrtop, Ostianova, parcelele 23-26. Are o suprafață de 211,2 ha. Obiectul este administrat de Gospodăria Silvică de Stat Iargara.